# José Ángel Sarrapio
José Ángel Sarrapio (21 februari 1959) is een Spaans voormalig wielrenner, actief in de jaren tachtig. Hij reed voor de Spaanse teams Teka en Kelme. Het grootste gedeelte van zijn loopbaan reed hij voor Teka. 

## Levensloop en carrière
Sarrapio won in 1985 een rit in de Ronde van Spanje na een lange ontsnapping. Een jaar later deed hij dat kunstje over in de Ronde van Frankrijk. In zijn latere carrière won hij nog een rit in de Trofeo Joaquim Agostinho en in de Ronde van Aragon.

## Resultaten in voornaamste wedstrijden
| Jaar | Ronde van Italië | Ronde van Frankrijk | Ronde van Spanje |
| ---- | ---------------- | ------------------- | ---------------- |
| 1985 |                  |                     | 63e (1)          |
| 1986 |                  | opgave (1)          | 99e              |
| 1987 |                  |                     | opgave           |
| 1988 |                  |                     | opgave           |
| 1989 |                  |                     |                  |
| 1990 |                  | opgave              |                  |
| 1991 |                  |                     | opgave           |
| 1992 |                  |                     | opgave           |